# Дубровская волость (Владимирский уезд Замосковного края)
Дубровская волость — историческая административно-территориальная единица Владимирского уезда Замосковного края Московского царства. 
Располагалась вокруг озёр Долгого, Великого и других, близ верховьев реки Поли, в пределах позже образованного Егорьевского уезда. Название по существовавшему ещё в начале XX века селу Дубровой. Волость относилась к Ловчему пути.
В 1705 году на территории волости отмечался погост Воскресения Христова в села Дубровок. Располагался в одной версте от деревни Микулинской.